# Giuseppe Saragat
Giuseppe Saragat [ˈsaːragat] (Turim, 19 de setembro de 1898 — Roma, 11 de junho de 1988) foi um diplomata e político italiano, tendo sido o 5.º Presidente da República Italiana, eleito em 28 de dezembro de 1964 (no 21º escrutínio). Terminado o mandato tornou-se senador vitalício na condição de ex-presidente da República. A seguir à Segunda Guerra Mundial foi embaixador em Paris.

## Carreira política
Saragat ingressou no Partido Socialista Italiano em 1930. Ele era um socialista democrático reformista que se separou do Partido Socialista Italiano em 1947 por preocupação com sua aliança então estreita com o Partido Comunista Italiano. Ele fundou o Partido Socialista dos Trabalhadores Italianos, que logo se tornaria o Partido Socialista Democrático Italiano. Ele seria o líder supremo deste último pelo resto de sua vida.
Ele havia sido ministro sem pasta do Partido Socialista Italiano da Unidade Proletária em 1944 e embaixador em Paris de 1945 a 1946, Saragat foi nomeado presidente da Assembleia Constituinte da Itália. Foi então Ministro das Relações Exteriores de 1963 a 1964, quando foi eleito Presidente da República Italiana. Sua eleição foi o resultado de um dos raros exemplos de unidade da esquerda italiana e rumores de um possível golpe neofascista durante a presidência de Antonio Segni.
 

Diz-se que ele era ateu, mas depois disso tornou-se católico e teve um funeral religioso.